# Antti Zitting
Antti Zitting (Kajaani, 19 febbraio 1956) è un ex cestista finlandese.

## Carriera
Con la Finlandia ha disputato i Campionati europei del 1977.

## Palmarès
- Campionato finlandese: 1

Pantterit: 1979-80